# Academia Europaea
Ne doit pas être confondu avec Academia Europea.
Pour les articles homonymes, voir Academia (homonymie).
 (janvier 2022).
Si vous disposez d'ouvrages ou d'articles de référence ou si vous connaissez des sites web de qualité traitant du thème abordé ici, merci de compléter l'article en donnant les références utiles à sa vérifiabilité et en les liant à la section « Notes et références ».
Academia Europaea est une association non gouvernementale européenne créée en 1988 à Cambridge dans le but de promouvoir l'éducation et la recherche, regroupant plus de 2 000 personnalités de 35 pays européens et de 8 pays non européens dans des domaines aussi variés que les sciences sociales, la médecine, l'économie, le droit, les lettres ou encore les mathématiques.

## Organisation
Il y a actuellement 20 sections académiques (anglais academic sections). Chaque département comprend un comité qui élit les nouveaux membres.
L'Académie est présidée par la professeure finlandaise Marja  Makarow tandis que la vice-présidence est assurée par Donald Dingwell.

## Prix décernés
L'Académie décerne chaque année la médaille Erasmus de l'Academia Europaea à un universitaire européen, reconnu par ses pairs pour ses recherches de très haut niveau. En 2023, elle a été décernée à Jean-Pierre Changeux.